# Shahrestān di Baneh
Lo shahrestān di Baneh (farsi شهرستان بانه) è uno dei 10 shahrestān della Provincia del Kurdistan, il capoluogo è Baneh. Lo shahrestān è suddiviso in 4 circoscrizioni (bakhsh): 
- Centrale (بخش مرکزی)
- Alut (بخش الوت)
- Namshir (بخش نمشیر)
- Nanor (بخش ننور)